# 봉화군의 지질

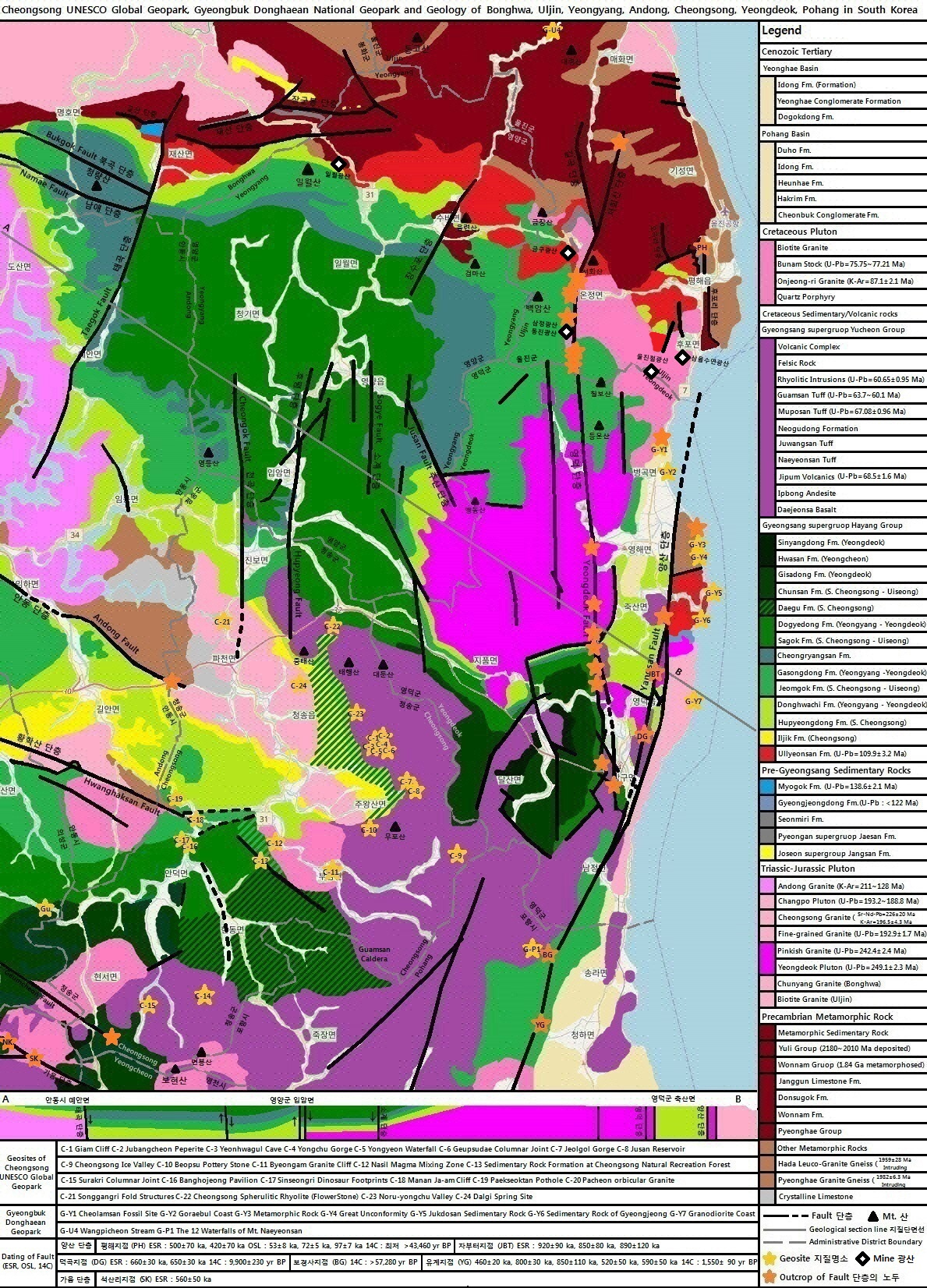
경상 분지 북동부 영양군의 지질, 울진군의 지질, 안동시의 지질, 봉화군의 지질

본 문서에서는 경상북도 봉화군의 지질과 청량산, 묘곡층 및 봉화군 내 분포하는 광산 및 광물자원에 대해 설명한다. 아래 문서에서, ? 표시된 암석은 그 지질시대에 대해 이견(異見)이 있는 암석이다.

## 개요
영남 지괴/영남 육괴의 북동부에 위치한 경상북도 봉화군은 전체적으로 현동역과 도래기재를 잇는 선을 경계로 그 북동쪽에는 선캄브리아기 암석(율리층군, 홍제사 화강암, 분천화강편마암)이, 남동쪽에는 중생대 쥐라기에 관입한 대보 화강암의 일부인 화강암이 분포한다. 봉화군의 최북단인 석개재 및 석포면 대현리 지역은 태백산분지에 속해 조선 누층군이 일부 분포하며, 최남단인 청량산 (경북) 및 재산면 현동리 지역은 경상 분지에 속해 경상 누층군 영양소분지의 지층(울련산층, 동화치층, 가송동층, 청량산층, 도계동층)이 분포한다. 재산면 상리 지역에는 쥐라기의 퇴적암 지층 묘곡층이 소규모 분포한다. 
1:5만 지질도폭 상으로, 
- 옥동 지질도폭(1966) 남동부 (물야면 오전리)[2]
- 서벽리 지질도폭(1962) 남부 (춘양면 북부, 소천면 고선리 북부, 석포면 서부)[3]
- 장성 지질도폭(1967) 남서부 (석포면 동부, 석개재)[4]
- 풍기 지질도폭(1989) 동부 (물야면 서부, 봉화읍 중·서부)[5]
- 춘양 지질도폭(1963) 전역 (물야면 동부, 봉화읍 동부, 상운면 북부, 봉성면, 법전면, 명호면 북부, 춘양면 남부, 소천면 서부)[6]
- 삼근리 지질도폭(1963) 서부 (소천면, 재산면 북동부, 장군광산)[7]
- 예안 지질도폭(1963) 북부 (상운면 남부, 명호면 남부, 재산면)[8]

에 해당한다.

## 선캄브리아기
봉화군 내 분포하는 선캄브리아기 암석은 원남층군과 율리층군, 홍제사 화강암 그리고 분천화강편마암이며 봉화군 북부와 동부 지역에 넓게 분포한다.

### 홍제사 화강암
홍제사 화강암(PCEhgr; Precambrian Hongjesa granite)은 태백시와 봉화군 북부 석포면, 울진군 일대에 넓게 분포하는 선캄브리아기 조립질 화강암이다. 장성 지질도폭(1967)에 의하면 특징적인 청회색 내지 암회색 장석(미사장석)을 다량 포함함으로서 암석이 전체적으로 청회색을 띤다. 이호선 외(2010)는 강원특별자치도 도계읍 신리 지역의 홍제사 화강암에서 저어콘을 채취해 LA-ICP-MS 저어콘 U-Pb 연대측정을 실시한 결과 2013 +30/-24(2 σ) Ma의 연령이 구해져 홍제사 화강암은 약 20억 년 전에 형성된 것으로 해석된다.
홍제사 화강암
- 봉화군 석포면 석포리 지방도 제910호선 도로변
북위 37° 03′ 35.7″ 동경 129° 02′ 51.8″ / 북위 37.059917°  동경 129.047722°
- 봉화군 석포면 석포리 지방도 제910호선 도로변
북위 37° 03′ 33.3″ 동경 129° 02′ 59.0″ / 북위 37.059250°  동경 129.049722°

### 분천화강편마암
분천화강편마암(Precambrian Bunchoen granite gneiss)은 소천면 분천리를 중심으로 소천면 북동부와 울진군 북서부 일대에 넓게 분포하는 화강편마암이다. 율리층군과 원남층을 관입하고 홍제사 화강암에 의해 관입당했으며 지질 시대는 선캄브리아기~고생대 초기로 보인다. 분천화강편마암에는 엽편상 구조와 편리가 잘 발달된 것으로 주변의 원남층군, 율리층군 등 변질퇴적암의 편리 또는 층리에 대체로 평행한 주향 경사를 보인다. 전체적인 주향은 동-서 방향이고 경사는 북으로 50° 내외이다.
봉화군의 분천화강편마암
- 봉화군 소천면 분천리 소천로 2827
- 봉화군 소천면 분천리 (이하 동일)
- 봉화군 소천면 고선리 고선교차로~황평교차로 간 도로변

### 원남층군?
원남층군(Precambrian wonnam group, 遠南層群)은 봉화군과 울진군 일대에 분포하는 선캄브리아기 지층 중 최하부의 것으로, 봉화군 남부의 경상 분지와의 경계 지역인 청량산-일월산 북부, 장군봉 주변, 영양군 수비면과의 경계 지역에 조금 분포한다. 이 지층군은 하부에서부터 원남층, 동수곡층, 장군 석회암층 및 두음리층으로 구분된다.
원남층군은 삼근리 지질도폭(1963) 조사 당시 선캄브리아기로 해석되었으나, 다수의 연구자들에 의해 장군 석회암층과 두음리층은 조선 누층군으로, 동수곡층은 평안 누층군의 일부로 해석되었다.

#### 원남층
원남층(PCEw; Precambrinan Wonnam group Wonnam Formaiotn, 遠南層)은 원남층군 최하부 지층으로, 원남층군 중 가장 넓은 면적을 차지하며 경상 분지와의 경계를 따라 청량산 서부 상운면 문촌리에서 명호면 풍호리, 재산면 갈산리를 지나 영양군 수비면 신암리와의 경계 지역까지 이어진다. 주로 석영·장석 편마암류, 편암류, 미그마타이트 등으로 구성되며, 상부 지층인 동수곡층과는 정합적으로, 재산면 갈산리와 명호면 지역에서의 재산층 및 경상 누층군과는 부정합으로 접하고 있다. 분천화강편마암 내에 원남층이 포획되어 있으며 춘양 화강암에 의해 관입당했다. 청량산 북쪽 명호면 고감리-풍호리-고계리-재산면 상리 간 지역에서의 주향은 동-서이고 북측으로 50~60°경사져 있다.

#### 동수곡층?
동수곡층(PCEdo; Precambrina(?) Wonnam group Donsugok Formation, 東水谷 片巖層)은 원남층 상위의 지층으로, 재산면 갈산리-소천면 남회룡리-서천리 경계 지역에 위치한 장군봉(1136 m) 바로 남쪽에 동-서 방향으로 발달한다. 북측 경계선은 장군 석회암층에 의해 정합으로 덮이거나 및 장군봉 단층에 의해 단층으로 접하며, 남측에서는 평안 누층군에 대비되는 재산층에 의해 부정합으로 덮인다. 이 지역에서의 동수곡층은 노출이 불량하다. 주로 담갈색 천매암 및 견운모 편암으로 구성되어 있다.
이후 동수곡층은 고생대 석탄기, 평안 누층군에 해당하는 것으로 해석되었다. 안건상 외(1993)에 의하면 장군광산 일대의 동수곡층은 장군 석회암층을 평행 부정합으로 덮으며 주로 니질의 편암으로 구성되고 평안 누층군의 홍점층에 대비된다. 그리고 재산층은 동수곡층을 정합으로 덮는다고 해석되었다. 김기영 외(1996)에 의하면 대체로 사질 기원의 석영-백운모편암, 홍주석-백운모편암, 석류석-십자석편암, 십자석-남정석편암 등으로 구성되며 재산층에 의해 정합적으로 덮힌다.

#### 장군 석회암층?
장군 석회암층(PCEja; Precambrian(?) Wonnam group Janggun Limestone Formation, 將軍石灰巖層)은 장군봉에서 그 이름이 유래되었으며 주로 석회암으로 구성된 지층이다. 장군봉 주변에서 소천면과 재산면의 경계를 따라 대략 동-서 방향으로, 동수곡층 분포지역 바로 북쪽에서 발달한다. 소천면 서천리에서 춘양 화강암에 의해 관입당했고 북측에서 두음리층 또는 장산 규암층에 의해 덮이며 남측의 동수곡층을 정합으로 덮고 동측의 남회룡리에서는 율리층군에 의해 부정합으로 덮여 더 이상 나타나지 않는다. 이 지층 중에는 장군광산을 비롯 몇 개소의 망가니즈 광상이 발달하고 있다.
이후 장군 석회암층은 조선 누층군에 해당하는 것으로 해석되었다. 안건상 외(1993)에 의하면 장군광산 일대의 장군 석회암층은 연, 아연, 은 광상을 배태하고 있으며 전반적으로 재결정 작용을 받아 결정질 석회암, 돌로마이트, 돌로마이트질 석회암, 석회질이암 등으로 구성된다. 김기영 외(1996)에 의하면 장군봉과 동수곡 일대에 동-서 방향으로 분포하며 장군봉에서는 두음리층 위에 정합으로 놓이고 동수곡에서는 태백산편마암복합체 위에 부정합으로 놓여 있다. 장군봉의 장군 석회암층 하부는 회백색 석회암이고 규질석회암을 협재하며 상부는 결정질/충식석회암, 백운암질 석회암으로 구성된다. 동수곡에서는 장군 석회암층 상부에 니질의 천매암과 석회암이 반복되며 상부로 갈수록 천매암이 우세해진다. 그리고 장군 석회암층과 춘양 화강암의 접촉부에 연, 아연, 은 광상이 배태되어 있다.

#### 두음리층?
두음리층(PCEd; Precambrian(?) Wonnam group Dueumri Formation, 斗音里層)은 봉화군 소천면 두음리에서 그 이름이 유래되었으며 장군봉 주변 서천리 그리고 두음리 서부와 현동리 남부에 분포한다. 주로 천매암 및 편암류로 구성되며 장군 석회암층을 정합으로 덮는다. 영동선 현동역 남측 1km 지점에 넓게 분포하는 본 층은 운모편암(mica schist), 천매암, 사질 점판암(sand slate)로 구성되어 있으며 (암)회색, 담황회색 등의 색을 띤다. 편리의 주향과 경사는 북서 50°및 북동 60°정도이다.
이후 두음리층은 조선 누층군에 해당하는 것으로 해석되었다. 안건상 외(1993)에 의하면 장군광산 일대의 두음리층은 니질 내지 사질편암으로 구성되며 박층의 결정질 석회암이 수 매 협재된다. 구성 광물은 석영, 백운모, 흑운모이며 곳에 따라 홍주석과 십자석이 산출된다. 김기영 외(1996)에 의하면 장산 규암층을 정합으로 덮으며 암녹색의 니질천매암으로 구성되고 결정질 석회암을 수 매 협재한다. 주향 북동 50~70°의 두음리층은 심한 미습곡 구조를 보이며 춘양 화강암과의 접촉부에서는 이 구조를 유지한 채 홍주석의 반상(斑狀)변정이 형성된 곳도 있어 미습곡 구조를 형성한 운동이 종료된 후 화강암이 관입했음을 지시한다.

### 각섬암
봉화군 소천면의 옥방 회중석광산 주변부에 분포하는 각섬암은 원남층군 내에 관입암상의 형태로 산출되며 옥방회중석광산의 모암이기도 하다. 이 각섬암을 형성한 기원 마그마는 상부 맨틀에서 유래되었으며 상승 도중 대륙지각물질의 혼염이 있었고 이 마그마가 관입된 조구조적 환경이 대륙배호분지(continental back-arc basin)임을 지시한다. 따라서 이 각섬석에 관입당한 원남층군의 퇴적 환경 역시 대륙배호분지임을 암시한다. 각섬석 내 미량 원소의 평균 함량은 타이타늄 5545.5 ppm, 칼륨 5223.8 ppm, 루비듐 44.8 ppm, 바륨 66.5 ppm, 코발트 38.7 ppm, 크로뮴 250.7 ppm, 구리 73.2 ppm, 리튬 33.9 ppm, 나이오븀 2.8 ppm, 니켈 89.7 ppm, 스트론튬 105.7 ppm, 바나듐 340.8 ppm, 이트륨 22.2 ppm, 아연 136.5 ppm, 지르코늄 69 ppm이다.

### 율리층군
율리층군(Precambrian Yuli group, 栗里層群)은 소천면 두음리에서 고선리, 춘양면 우구치리에 이르기까지 서북서 방향으로 넓게 분포하는 지층이다. 하부의 원남층군을 부정합으로 덮으며 분천 화강편마암에과 홍제사 화강암에 의해 관입당하고 있다. (암)회색 및 황회색의 편암류 및 천매암과 회색 변성사질암의 호층(互層)으로 구성되어 있다.
스즈키와 아다치(1994)는 율리층군의 편마암에서 1720±50 Ma (고원생대 스타테로스기)의 모나자이트 CHIME 연대를 보고하였다. 이용일 외(2011)는 영월군 상동읍 국도 제31호선 절개지(북위 37° 7′ 3.8″ 동경 128° 45′ 36.3″ / 북위 37.117722°  동경 128.760083° )에서 시료를 채취해 저어콘 U-Pb 연대측정을 실시하였다. 연대 범위는 2177±57 Ma~3520±55 Ma이고 최고 피크는 2491 Ma (고원생대 시데로스기)이며, 기존 연구 결과와 종합하여 율리층군의 퇴적시기를 약 22~20억 년(2180~2010 Ma, 고원생대 라이악스기~오로세이라기)사이로 추정하였다.
봉화군의 율리층군
- 봉화군 소천면 현동리 막지고개길 도로변 (이하 동일)
- 봉화군 소천면 고선리 청옥로 도로변 (이하 동일)

#### 각화사층
각화사층(PCEyg; Precambrian yuil group Gakhwasa formation, 覺華寺層)은 봉화군 춘양면 석현리 소재 각화사에서 이름이 유래되었으며 소천면 고선리와 춘양면 석현리, 소로리의 경계를 따라 분포한다. 본 층의 주요 구성암인 녹니석 편암은 녹회색, 황록색을 띠며 녹니석, 견운모, 흑운모, 백운모 및 약간의 사장석으로 구성된다. 대체로 주향은 북서 50~70°이나 경사는 변화가 많다.

#### 고선리층
고선리층(PCEygo; Precambrian yuli group Goseonri formation, 古善里層)은 봉화군 소천면 고선리에서 이름이 유래되었으며 소천면 고선리, 석포면 대현리, 춘양면 애당리, 서벽리 산간 지역, 우구치리, 물야면 오전리, 북부 개단리에 걸친 넓은 지역에 분포한다. 암상으로 보아 흑운모·실리마나이트 편암과 두꺼운 규암이 호층을 이루고 있는 하부와 석회암, 석영·흑운모편암, 견운모·녹니석편암으로 구성된 상부로 구분된다. 본 층은 분천 화강편마암과 홍제사 화강암에 의해 관입당했으며 주향과 경사는 습곡 구조로 인하여 곳에 따라 다르다.

## 고생대조선 누층군과평안 누층군

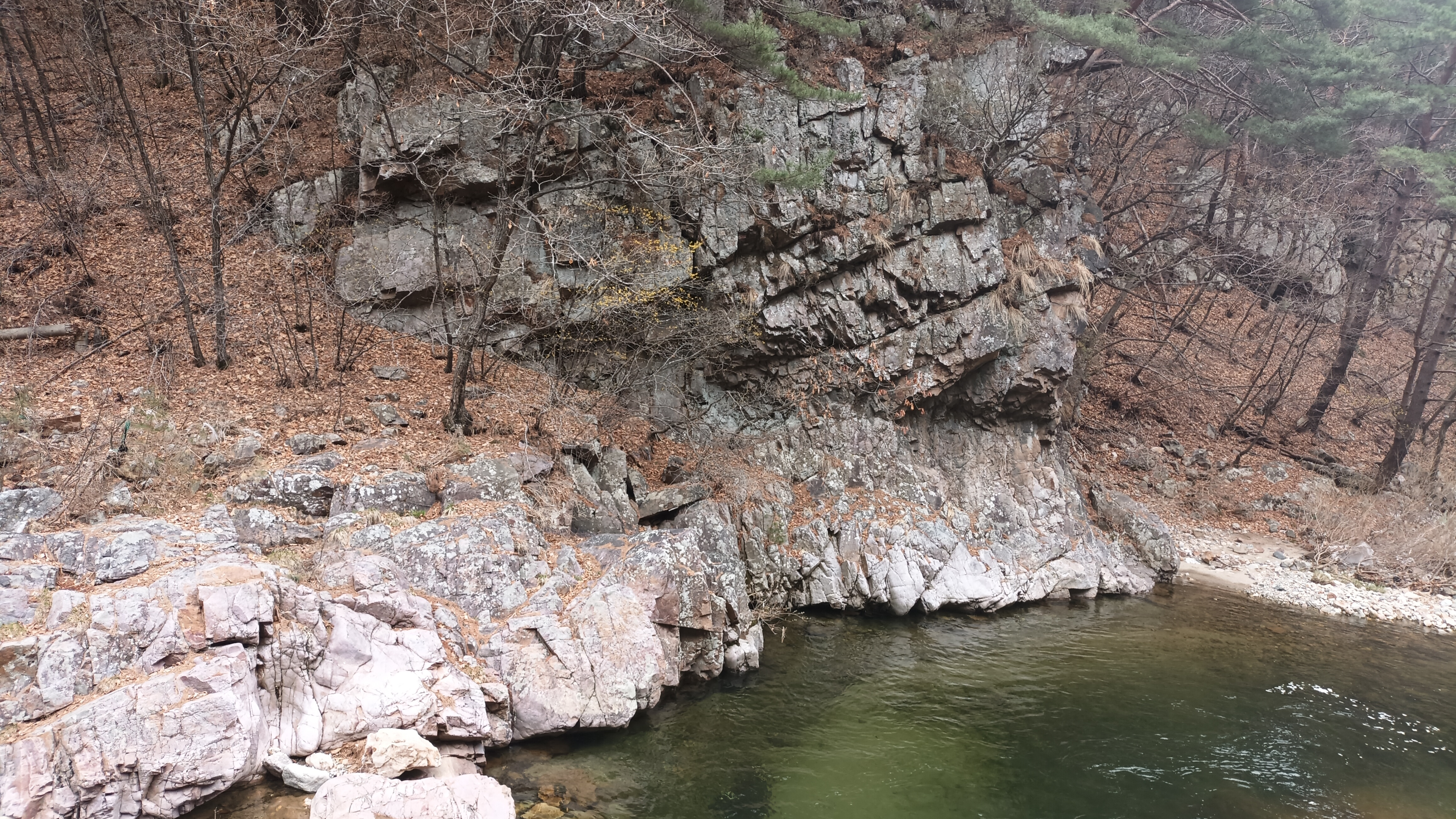
조선 누층군 장산 규암층, 봉화군 석포면 대현리 청옥로 도로변

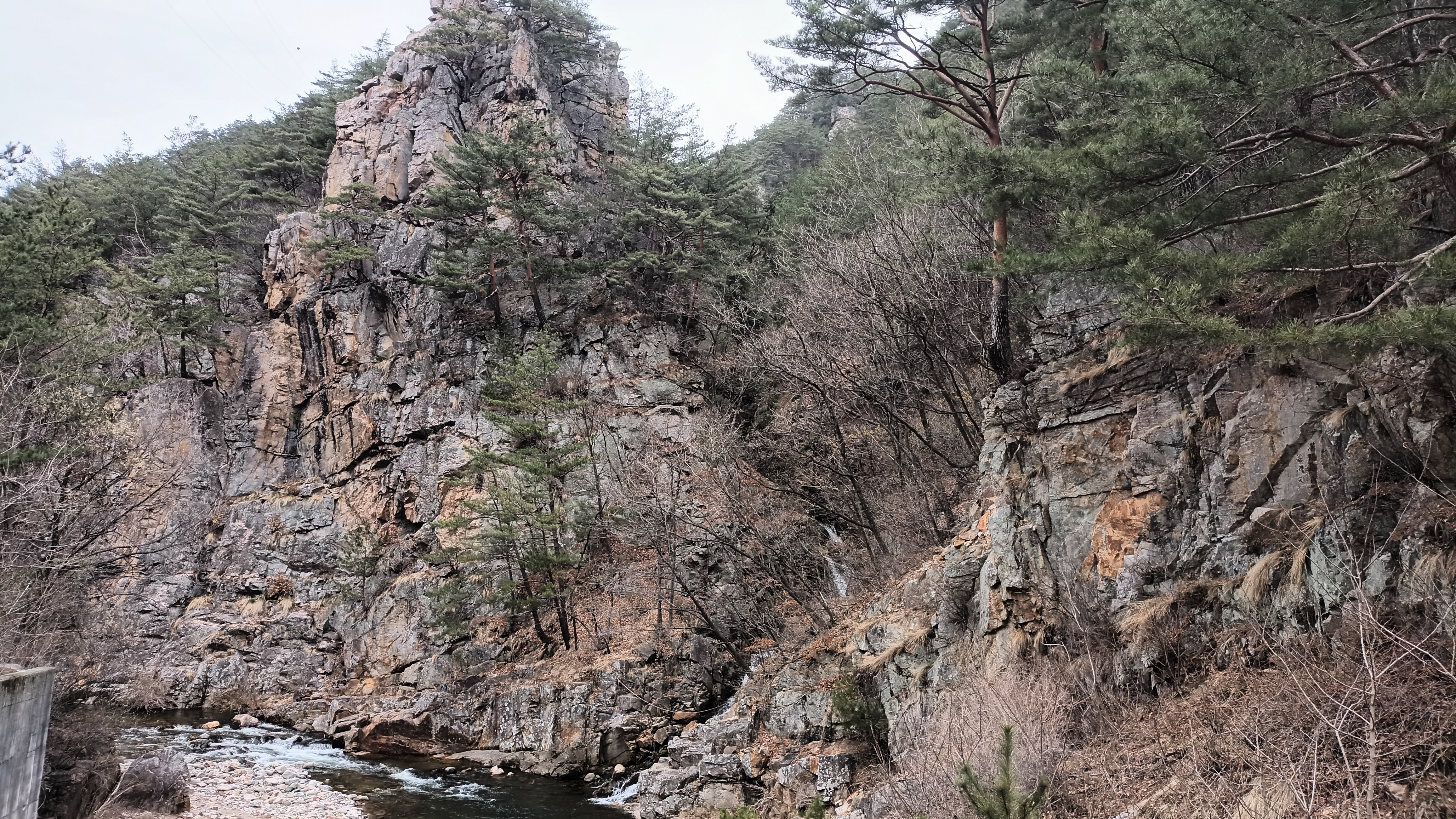
조선 누층군 장산 규암층, 봉화군 석포면 대현리 청옥로 도로변

봉화군 석포면 북부 태백시, 삼척시와의 접경 지역에는 삼척탄전 백운산 향사대의 조선 누층군이 태백시/봉화군 경계를 넘어와 행정 구역상 봉화군 지역에도 분포한다. 봉화군 남부 장군봉 주변에는 고생대 조선 누층군의 지층인 장산 규암층과 재산층이 고립 분포한다. 장산 규암층은 원래 태백시-삼척시 지역에 분포하는 두위봉형 조선 누층군의 지층이다. 재산층은 평안 누층군에 대비된다.

### 조선 누층군장산 규암층
장산 규암층(Cambrian Jangsan formation, 壯山 硅巖層)은 조선 누층군의 최하부 지층으로, 백운산 향사대에 해당하는 봉화군 북부에서는 석포면 대현리에 분포하고 태백시 지역으로 연장된다. 봉화군 남부에서는 소천면 서친리와 두음리의 장군봉을 중심으로 북서 방향으로 약 7 km 에 걸쳐 산릉을 따라 높은 부분을 형성하며 조선 누층군의 타 지층과 따로 떨어져 고립적으로 대상(帶狀) 분포한다. 두음리층과 장군 석회암층 및 율리층군을 부정합으로 덮으며 춘양 화강암에 의해 관입당했다.

### 석개재(조선 누층군)
석개재(石開岾)는 경상북도 봉화군 석포면 석포리와 강원특별자치도 삼척시 가곡면 풍곡리의 경계에 위치한 고개이다. 석개재의 임도 및 지방도 제910호선 도로 단면에는 조선 누층군의 기저인 면산층에서 최상위 두위봉층까지, 두께 1,100 m 조선 누층군 태백층군의 모든 지층들이 연속적으로 드러나 있다. 임도 구간에는 고원생대 기반암에서 막골층 중부까지, 도로 구간에는 막골층에서 두위봉층까지 드러나 있으나 현재 일부 노두는 낙석 방지를 위해 피복되어 관찰할 수 없다. 노두가 최근 드러났고 지층의 변형이 거의 없어 각 지층의 암상은 물론 대부분의 지층 경계도 관찰 가능하다. 한 개 누층군(supergroup)의 지층이 모두 드러난 곳은 국내에서 석개재가 거의 유일한 만큼 지질학적 중요성을 가지며 국내외에서 총 38편의 학술 논문들이 발표되었고 세계적인 학자들이 직접 방문하기도 하였다. 그러나 문화재 지정 논의도 없었고 최근 대한민국 국가지질공원으로 인증된 강원고생대국가지질공원에도 포함되지 않았다.

### 평안 누층군재산층
재산층(Permian Jaesan formation, 才山層)은 석탄을 함유한 지층으로 평안 누층군에 대비되는 지층이다. 장군봉 남쪽 재산면 갈산리 지역에 동-서 방향으로 길게 분포되어 있으며 동수곡층과 원남층을 부정합으로 덮고 있다. 암회색 내지 흑색 셰일과 사암의 호층(互層)으로 구성되어 있으며 대략 북동 80°~북서 85°의 주향을 가지고 북측으로 50~80°경사한다. 장군봉 주변 재산층에서는 엽리가 재습곡을 받은 구조가 흔히 관찰되어 평안계 지층 퇴적 이후 2~3차례의 구조 운동이 있었음을 지시한다.

### 평안 누층군봉서동층
봉서동층(Permian pyeongan supergroup Bongseodong formation, 鳳栖洞層)은 춘양면 석현리의 각화사로 들어가는 계곡 하구에서 약 1.5 km 지점인 봉서동 부근에 극히 소규모(지질도에 나온 면적은 0.02 km2)로 분포하는 지층이다. 흑색 셰일과 사암으로 구성되며 탄질 셰일이 협재된다. 노출이 불량하여 주변에 분포하는 각화사층과의 관계는 확인할 수 없다.

## 중생대화강암
중생대에 관입한 화강암은 봉화군 남서부인 춘양면, 법전면, 물야면 일대에 넓게 분포하고 영주시 지역으로 이어진다.

### 춘양 화강암
춘양 화강암(Chunyang granite, 春陽花崗巖)은 춘양면을 중심으로 물야면 개단리에서 법전면 어지리를 지나 소천면 서천리와 재산면 갈산리에 이르기까지 대략 서북서 방향으로 분포하는 화강암이다. 주로 석영, 사장석, 흑운모로 구성되며 원남층과 장군석회암, 두음리층, 장산 규암층을 관입한다.

### 장현 화강암
장현 화강암(Janghyeon granite, 獐峴花崗巖)은 국도 제31호선, 국도 제35호선 및 국도 제36호선이 지나는 장현(獐峴; 노루재)에 소규모로 발달하는 화강암이다. 주로 석영, 사장석, 정장석, 흑운모 등으로 구성되어 있으며 편상(片狀) 구조가 발달한다. 관입 시기는 춘양 화강암보다는 오래된 것이 확실하다.

### 각섬석 화강암
각섬석 화강암(Hornblende granite)은 명호면 북부, 법전면과 봉성면 중·남부, 상운면 서부 지역에 넓게 분포하는 화강암이다. 주로 석영, 사장석, 정장석, 각섬석, 녹니석, 흑운모 등으로 구성되며 원남층을 관입한다.

### 다덕약수
다덕약수는 봉화군 봉성면 진의실길 4-1에 위치한 한국의 약수로 지표 지질은 각섬석 화강암이다.

### 오전약수
오전약수는 봉화군 물야면 문수로 1601에 위치한 한국의 약수로 지표 지질은 선캄브리아기 율리층군 고선리층이다.

## 중생대퇴적암
중생대에 형성된 퇴적암 경상 누층군은 청량산과 일월산 사이, 재산면과 명호면 남부 지역에 분포한다.

### 묘곡층

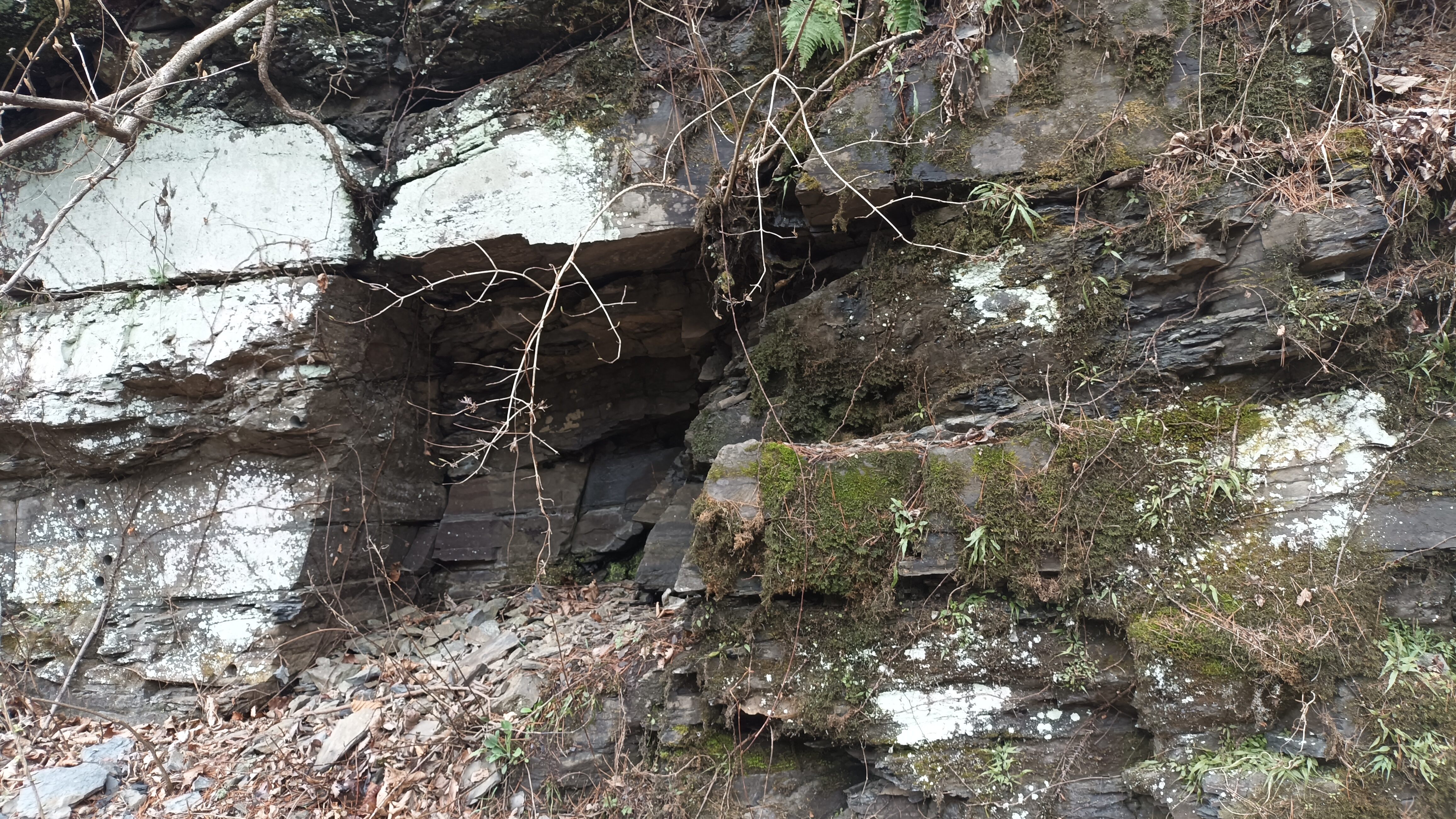
봉화군 재산면 갈산리 묘곡층
지번: 재산면 갈산리 1900-1 북서측 계곡
좌표:

묘곡층(Jm; Jurassic myogok formation, 卯谷層)은 재산면 갈산리와 상리의 경계 지역에 소규모로 분포하는 지층이다. 분포지역 동측과 북측에서는 원남층과 단층으로 접하고 서측에서는 부정합으로 덮는다. 본 층은 흑색 또는 암회색의 셰일 내지 사질 셰일과 (담)회색의 조립질 사암으로 구성되어 있다. 주향은 북서 30~40°이나 경사는 동측에서 북동 30~70°이고 중앙에서는 남서 30°이며 서측에서는 다시 북동으로 경사하여 습곡 구조를 가진 것으로 보인다. 경상 누층군의 울련산층과 동화지층에 의해 부정합으로 덮인다.

### 울련산층
울련산층(Ulryeonsan formation, 蔚蓮山層)은 경상계 지층의 기저를 이루며 묘곡층 분포지역 바로 남쪽인 봉화군 재산면 상리에서 현동리 동부를 지나 동면리 동면저수지 부근에서 첨멸되고 이후 영양군 일월면 지역에서 다시 출현한다. 예안 지질도폭(1963)에 의하면 주로 둥근 역암으로 구성되고 이들 사이에 적색 이암과 (담)회색 알코스질사암이 협재된다. 일반적으로 울련산층은 역(礫)의 크기가 불균질하여 층리의 발달이 불량하며 건열, 연흔과 같은 퇴적암의 구조가 분명하지 못하다.

### 동화치층
동화치층(Donghwaji formation, 東花峙層)은 중평동 지질도폭에서는 낙동층에 대비되는 지층이라 보았으나 춘양 지질도폭에서는 하산동층에 대비된다고 보았다. 봉화군의 동화치층은 하부의 알코스질사암층과 상부의 자색 이암층으로 구분된다. 원남층과 묘곡층을 부정합으로 덮으며 명호면 관창리 서쪽 끝 지역에 소규모, 그리고 고계리에서 현동리를 거쳐 동면리에 이르는 지역(이후 영양군으로 넘어감)에 이르기까지 분포한다. 알코즈질사암층은 알코즈질사암, 자색 이암, 사암, 역암으로 구성되고 이들이 호층을 형성한다. 자색 이암층은 주로 적색 이암, 담회색 알코즈질사암 및 암회색 셰일로 구성되고 역암이 협재된다. 주향은 명호면 고계리 지역에서 북서 40~70°이며 경사는 원남층과의 접촉부 부근에서 급하고 남쪽으로 갈수록 완만해져서 남서 45°내외이다. 지방도 제918호선이 지나는 봉화군 명호면 고계리 고치현 정상 부근에는 아래 사진과 같이 동화치층의 역암이 드러나 있다.
봉화군 명호면 고계리 고치현의 동화치층
- 도로 북측 사면북위 36° 50′ 08.5″ 동경 128° 56′ 23.1″ / 북위 36.835694°  동경 128.939750°
- 도로 북측 사면북위 36° 50′ 08.7″ 동경 128° 56′ 23.9″ / 북위 36.835750°  동경 128.939972°
- 도로 남측 사면북위 36° 50′ 08.6″ 동경 128° 56′ 23.4″ / 북위 36.835722°  동경 128.939833°

### 가송동층
가송동층(Kg; Kyeongsang supergroup nakdong group gasongdong formation, 佳松洞層)은 하위의 동화치층을 정합으로 덮는다. 예안 지질도폭(1963)에 의하면 주로 녹회색 이회암으로 구성되어 있고 적색 이암, 회색 사암, 암회색 셰일 등이 협재된다. 명호면 관창리에서 풍호리와 고계리 남부와 현동리, 남면리를 지나 영양군으로 이어진다. 두께는 350~450 m이다. 춘양 지질도폭(1963)에 의하면 주로 니탄암으로 구성되어 있다. 본 층의 최하부에는 직경 1~2cm 정도의 역으로 구성된 역암이 두께 4~5 m 정도로 발달하며 그 위에는 니탄암과 니암이 호층을 이루고 있다. 니탄암은 보통 녹회색을 보여 준다.

### 청량산층
청량산층(Kcho, Kchc; Kyeongsang supergroup sila group cheongnyangsan formation, 淸凉山層)은 가송동층 상위의 지층으로, 청량산을 중심으로 그 주변에 넓게 분포한다. 주로 역암으로 구성된 하부의 청량산층과 안산암질화산암류와 역암의 호층으로 구성된 상부의 오십봉층으로 구분된다. 청량산층은 도폭 내 최고봉인 청량산을 비롯하여 낙동강 상류 동부지역의 험준한 지형을 이룬다. 지층의 두께는 650~700 m이나 재산면 일부 지역에서 불규칙하게 발달하는데 이는 퇴적기저면의 부분적인 침식에 의한 것으로 보인다. 오십봉층은 도폭 내에서 태곡 단층에 의해 서로 분리된 지역에 분포한다. 태곡 단층 서측의 청량산 일대와 동측의 재산면 남면리 일대이다. 안산암질 용암류 사이에 끼어 있는 여러 매(枚)의 원형 역암, 적갈색 사암, 이암으로 구성된다. 본 층의 하부는 전역에 걸쳐 비교적 두꺼운 안산암류가 발달한다. 청량산 남부에서 관찰된 바에 따르면 화산암류 속에 있는 현저한 퇴적암층은 3매가 확인되며 각 층의 두께는 아래의 것으로부터 각각 25~30 m, 10 m, 10 m이며 이들은 5~15 m 간격으로 떨어져 있다. 본 층의 두께는 행화동(杏花洞) 부근에서 약 250 m가 측정되었다.
청량산층 하부 청량산층원(청량산역암)은 봉화군의 청량산도립공원 내 청량산 산정부를 비롯해 산복부에 넓게 분포하며 문명산, 청량산을 비롯한 험준한 지형을 형성한다. 청량산층 상부 오십봉 현무암은 도립공원 동부 산정부에 분포하며 4 내지 6매의 현무암과 사이에 협재되는 녹회색/적갈색 역암, 적갈색 사암/이암으로 구성된다. 청량산도립공원 내에는 두께 50m의 역암체인 병풍바위와 같이 수많은 절벽들이 발달한다. 청량산 도립공원은 기반암인 청량산층이 노출되어 암봉을이루는 곳이 많은데, 이는 청량산층이 영양소분지의 타 지층에 비해 상대적으로 풍화와 침식에 강해 침식을 덜 받아 높은 산지를 형성한 것이다. 청량산도립공원 내에는 서북서-동남동 방향의 남애 단층과 북곡 단층이 있으며 이들 단층은 수직 절리와 단애 그리고 직선상의 계곡들을 형성시켰다.
청량산도립공원 봉화군 명호면 낙동강변의 가송동층과 청량산층
- 북위 36° 47′ 10.9″ 동경 128° 53′ 35.9″ / 북위 36.786361°  동경 128.893306°
- 북위 36° 49′ 05.1″ 동경 128° 53′ 14.6″ / 북위 36.818083°  동경 128.887389°
- 봉화군 명호면 관창리 관창폭포 부근 낙동강변(명호면 만리산길 65)의 가송동층
북위 36° 48′ 37.0″ 동경 128° 53′ 00.7″ / 북위 36.810278°  동경 128.883528°
- 봉화군 명호면 고계리 낙동강변(명호면 청량로 785 부근)의 가송동층/청량산층
북위 36° 49′ 57.3″ 동경 128° 53′ 21.7″ / 북위 36.832583°  동경 128.889361°

### 도계동층
도계동층(Dogyedong formation, 道溪洞層)은 영양군 지역에 넓게 분포하는 지층으로 봉화군 내에서는 재산면 남면리 지역에 분포한다. 주로 적갈색 이암과 응회질 사암으로 구성되어 있으며 원형 역암, 석회질 사암, 알코스질사암, 녹회색 사암 및 2개 층의 화산암류를 수반한다.

### 화석

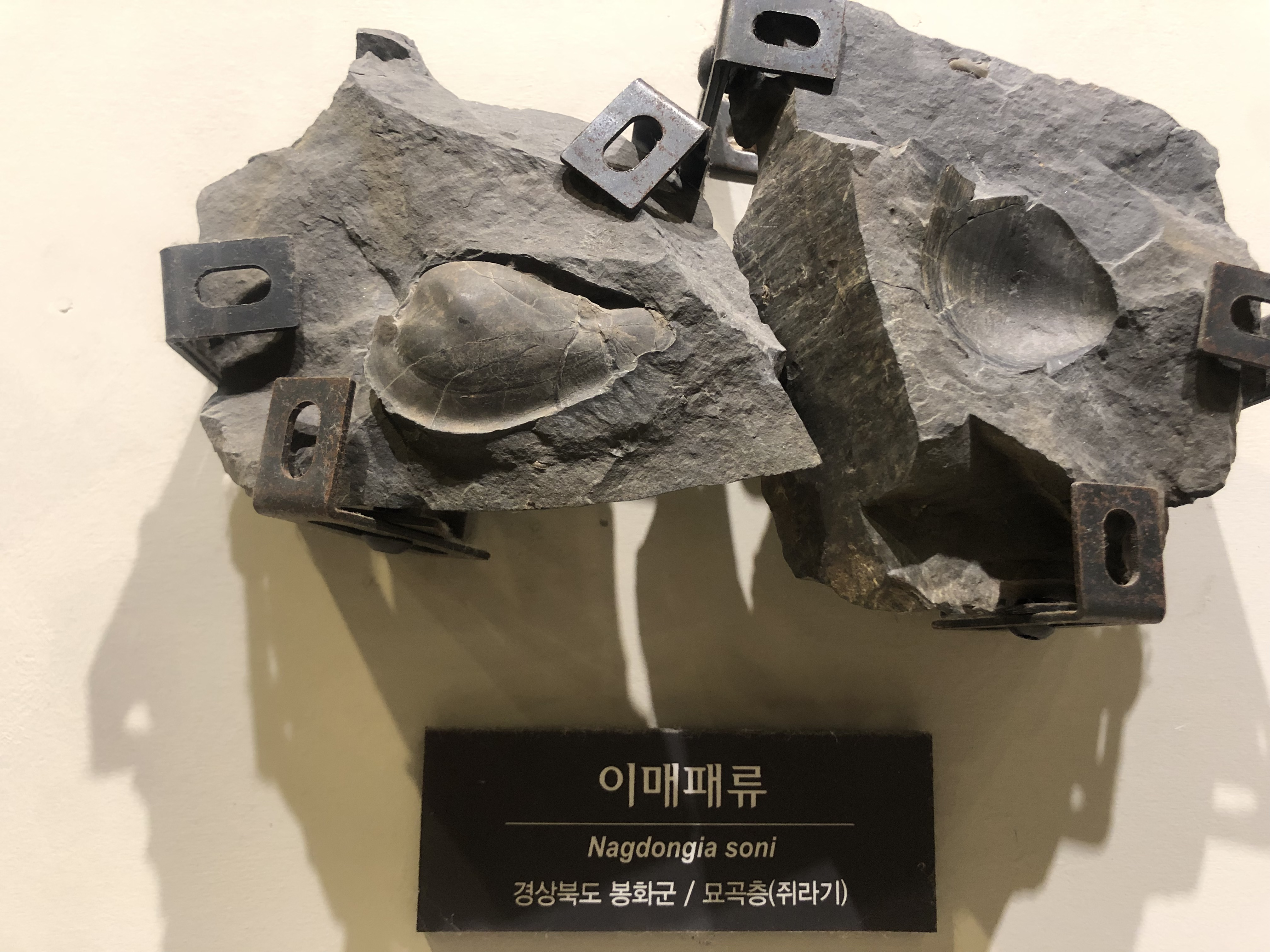
쥐라기 묘곡층 이매패류 화석 Nagdongia soni, 국립중앙과학관

봉화군의 묘곡층 등에서 이매패류, 복족류의 화석이 발견되었다. <한국화석도감> 에 의하면 봉화군에서 발견된 화석은 다음과 같다.
이매패류
- Trigonioides (Koreanaia) cheongi Yang, 1976 (묘곡층, 재산면 묘곡의 계곡)
- Nagdongia leei Yang, 1976 (낙동조개, 묘곡층, 재산면 묘곡의 계곡)
- Cuneopsis kihongi Yang, 1984 (중생대 조개, 묘곡층, 재산면 갈산 북서 계곡)
- Nagdongia leei Yang, 1976 (낙동조개, 묘곡층, 재산면 묘곡의 계곡)

복족류
- Viviparus sp. cf. V. onogoensis Kobayashi & Suzuki, 1937 (오노고의 비비파루스 복족류, 묘곡층, 재산면 묘곡 계곡)

## 단층
봉화군에는 대규모의 단층은 없고 소규모의 단층만이 분포한다.

### 현동 단층대
현동 단층대는 소천면 현동리를 중심으로 북서 방향으로 발달하는 일련의 단층들이다.

### 재산 단층
재산 단층은 재산면 갈산리에서 장군봉 장군광산 동부에 이르는 동북동 주향의 단층이다. 재산 단층은 일부에서 화강암체를 절단하여 화강암의 관입 이후에 형성되었으며 이 단층면을 따라 곳곳에서 압쇄암화(Mylonited)된 암석이 발견된다.

### 장군봉 단층
장군봉 단층은 장군봉에서 영양군 수비면 신암리까지 발달하는 동-서 주향의 단층이다.

### 남면리 사면
봉화군 재산면 남면리 소재 남면지구 이설도로 건설공사 현장에서 청량산층으로 구성된 비탈면이 드러났다. 이곳은 북곡 단층과 태곡 단층이 교차하는 지점으로 이 사면에서는 수많은 단층과 폭 수~수십 센티미터 규모의 취성전단대 및 전단절리가 발달한다. 신생대 말에서 최근까지 수 차례의 단층 작용을 받아 변위가 확인된 사면이며 단층 작용의 영향으로 파쇄가 심하다.

## 광산과 지하자원
봉화 지질도폭 지역에는 금을 비롯하여 아연, 회중석, 몰리브데넘, 망가니즈, 흑연 광상 등이 발달한다. 가장 큰 광산은 장군광산으로 금, 은, 동, 납, 아연을 주 개발대상으로 하는 광산이며 일제강점기 때부터 개발된 광산이나 현재는 모두 폐광하였다.

### 장군광산
장군 망가니즈광산(將軍Manganese鑛山)은 봉화군 소천면 서천리와 재산면 갈산리 경계의 장군봉(1136.5 m) 지역에 위치한 광산이다. 1936년 일본 중천(中川)광업주식회사에 의해 금, 은광으로 출현된 후 1941년 망간 노두가 발견되어 개발에 착수하였으며 본격적인 채광은 1943년 시작되어 해방될 때까지 한 달에 2~3천 M/T씩을 생산하였다. 한국전쟁으로 채광이 잠시 중단되었다가 1951년 7월 다시 시작되었다. 일제강점기에 68,900 M/T, 해방 후 1962년까지 23,574 M/T를 생산하였다.
광산 주변에는 원남층군과 율리층군, 조선 누층군 장산 규암층과 재산층, 춘양 화강암이 분포하며 망가니즈 광상은 원남층군 장군 석회암층과 춘양 화강암이 접하는 부근에 발달한다. 망간 광체 내에는 방연석, 황동석 등의 유화(硫化) 광물이 발달되어 있어 열수 광화 작용이 여러 차례 있었던 것으로 보인다. 망가니즈광상은 남광상, 동광상, 서광상, 재동광상, 두림곡광상, 110호광상 등 7개 광상에서 산출된다. 장군봉 지역의 습곡과 같은 지질구조는 적어도 네 번의 변형단계를 거쳐 형성되었다.
연-아연광상의 주요 광석광물(鑛石鑛物; 유용한 광물)은 방연석과 섬아연석이고, 주요 맥석광물(脈石鑛物; 가치가 떨어지는 광물)은 황철석, 자황철석(Pyrrhotite), 백운석과 석영이었다. 화학분석 결과 납 함유량은 7.30%, 아연 함유량은 5.67%, 철 21.04%, 망가니즈 4.05%, 비소 2.43%이다.
현재 폐광된 장군광산의 광미 적치장은 봉화군 재산면 갈산리 및 소천면 서천리 일대(북위 36° 51′ 31.59″ 동경 129° 03′ 38.91″ / 북위 36.8587750°  동경 129.0608083° )에 위치한다. 갱내수가 유출되는 갱구가 3개 확인되었으며, 그중 1개 갱구에서 갱내수가 지속적으로 유출되어 주변 소하천으로 유입되고 있다. 적치장 주변은 침출수에 포함된 철 성분이 침전되어 붉게 변색된 상태이다. 갱내수와 침출수의 수소이온농도는 6.81~9.59로 중성 내지 약염기성이며 이는 석회암의 영향으로 추정된다. 하천 바닥에는 철이 주요 구성 성분인 황갈색의 페리하이드라이트(Ferrihydrite)가 침전되어 있다. 광미 적치장은 비오염 토양으로 약 20 cm를 복토한 후 아카시아나무를 식재해 놓은 상태이다. 정홍윤 외(2015)의 연구 결과 광미 적치장에서 채취한 토양시료의 중금속 농도는 비소 66~9325 mg/kg, 카드뮴 0.96~1.09 mg/kg, 구리 16.90~57.60 mg/kg, 납 57.33~945.67 mg/kg, 아연 154.48~278.61 mg/kg에 달하며 비오염 토양보다 매우 높은 수치이다.

### 옥방광산
옥방광산(玉房鑛山)은 울진군 서면 광회리와 봉화군 소천면 분천리의 경계에 위치한 광산으로, 광산 사무소는 북위 36°55'23", 동경 129°08'20"에 위치한다. 광산 주변의 지질은 선캄브리아기의 변질 퇴적암류인 원남층군 원남층(PCEw), 각섬질암(PCEam), 분천화강편마암(PCEgnb)으로 구성된다. 1939년 금은광으로 등록되었으며 광상(鑛床)은 각섬질암 내에 포함되는 수 매의 회중석 및 형석 광맥으로 구성되어 있다. 광상은 행정 구역 경계를 이루는 회룡천을 중심으로 양쪽에 걸쳐 발달하여 봉화 지구와 영양 지구로 구분할 수 있다. 봉화 지구는 한때 총 길이 1,365 m의 갱도가 개발되어 활발히 개발되었으나 현재는 방치되어 출입이 불가능하다. 울진 지구는 총 길이 7,119 m의 8개 갱도가 존재한다. 광맥들의 주향은 대체로 북동 70~80°에 경사는 북서 40~55°이다. 광물은 회중석과 형석이며 자류철석(磁硫鐵石), 황동석 등을 수반하는 곳도 있다. 옥방광산 일대의 각섬질암(Amphibolites)은 원남층군 내에 관입해 있으며 이 각섬질암을 형성한 기원 마그마는 상부 맨틀에서 유래하였으며 대륙배호분지(continental back-arc basin) 환경에서 관입하였음을 지시한다. 따라서 원남층군이 퇴적된 조구조 환경은 대륙배호분지인 것으로 추정된다.

### 분천 형석광산
분천 형석광산(汾川螢石鑛山)은 영동선 분천역에서 동북방으로 1.9 km 지점(북위 36° 56′ 35″ 동경 129° 49′ 34″ / 북위 36.94306°  동경 129.82611° )에 위치한다. 형석의 노두는 1938년에 발견되었으며 1940년 일본 경금속주식회사에서 광업권을 인수한 후 해방될 때까지 약 3,260t(CaF2 40~75%)을 생산하였다. 광산 부근은 분천화강편마암으로 구성되고 형석 광상의 모암(母巖)을 이루는 리파라이트(liparite) 등의 암맥이 이를 관입하고 있다. 이 암맥은 북서 75~80°의 주향에 거의 수직으로 섰으며 폭은 10~15 m 정도고 지표에서 1 km 이상 추적된다. 이 암맥 내에는 암맥의 주향과 거의 평행하게 발달한 단층이 있으며 갱내에서의 단층 파쇄대의 폭은 1 m이다. 암석은 대체로 회색을 띤다.

### 대곡탄광
대곡탄광(大谷炭鑛)은 평안 누층군 재산층이 재산 단층에 의해 절단된 곳 서부에 위치하며 삼근 지역 제 130호 광구에 해당한다. 분천역-일월광산을 연결하는 도로에서 장군광산으로 분기하는 곳 남방 500 m 지점에 광산 사무소가 위치한다. 대체로 단층대를 굴착하였으며 지층들이 심하게 교란당하여 정상적인 상태에 있지 않고 지층의 주향이 함탄층 전체의 연장 방향과 다소 사교(斜交)하거나 단층에 의해 끊기는 곳이 많다.

### 명법광산
명법광산(明法鑛山)은 명호면 가래곡(家來谷; 현재의 명호면 삼동리 서부지역)으로 인근의 지질은 각섬석 화강암)에 위치한 금광산이다. 일제강점기 가행되었으며 광상은 석영 반암중의 열하(裂罅; 찢어지거나 갈라진 틈)를 충전한 석영맥이다. 석영맥은 1~2 cm의 폭을 갖는 것이 대부분이며 부광체(富鑛體)를 이룰 때는 5~20 cm에 달하기도 한다.

### 천보광산
천보광산(天寶鑛山)은 봉화군 명호면 가래곡 동남방 1 km 지점에 위치한 금광산다. 맥(脈)의 주향은 북서 35°이고 경사는 수직이다.

### 삼가광산
삼가광산(三嘉鑛山)은 봉화군 명호면 포나리(浦羅理)에 소재한 금광산이다. 석영 분암맥(脈)에 따르는 석영맥으로서 주향은 북서 45°이고 북측으로 경사한다. 금은 섬아연석에 수반된다고 한다.

### 서벽리광산
서벽리광산(西碧里鑛山)은 봉화군 법전면 척곡리에 위치한 금광산이다. 각섬석 화강암의 변질암중에 부존되어 있으며 금을 함유한 석영맥의 주향은 북서 18°로서 북측으로 경사한다.

### 금관광산
금관광산(金關鑛山)은 봉화군 법전면 금곡리에 위치한 금광산이다. 각섬석 화강암중에 부존되어 있으며 주향은 북서 16°이고 남쪽으로 경사한다. 수반 광물은 주로 섬아연석과 황동석이며 광맥 중에 엽편(葉片) 모양의 석영과 방해석이 나타나며, 이 엽편상 석영은 방해석을 교대한 것으로 생각된다. 그러나 맥폭이 좁고 금광으로의 실적을 볼 때 금광으로도 아연광으로도 가치가 없어 보인다.

### 다덕광산
다덕광산(多德鑛山)은 봉화군 갈방리(葛坊理)에 부근 일대에 소재한 아연광산이다. 광산의 지질은 화강섬록암, 춘양 화강암 및 페그마타이트 암맥으로 구성된다. 다덕광산의 광상은 각섬석 화강암과 춘양 화강암 또는 화강섬록암 내 발달한 열하(裂罅)를 충진한 함금은석영맥으로 남-북 방향으로 15개의 거의 평행한 광맥이 발달한다. 광산은 6개 구(區)로 구분되는데 북쪽에서부터 다덕, 삼억, 내율, 운봉, 양곡, 풍정구로 지칭된다. 1구는 갈방리 북측 부둔(浮屯) 부근에 위치하고 2구는 국도 제36호선 도로변에 위치한다. 3구는 법전면 풍정리 부근에, 4구는 명호면 양곡리, 5구는 석교(石橋) 부근, 6구는 내을리(內乙理) 부근에 있다. 수반 광물로는 1구에서 황철석, 황동석, 섬아연석, 방연광, 자류철석 등을 볼 수 있고 2구에서는 방연석, 섬아연석, 황철석, 황동석 등이 있고 다른 구에서도 대체로 이와 같다.
이 광산에서는 1941~1945년 사이에 위 6개 구에서 21만 6천톤의 광석(납 : 1.9%, 아연 : 5.75%, 구리 : 0.58%, 금 : 2.2 g/t, 은 : 243.8 g/t)을 생산하였으며 1976년에는 풍정구에서 250톤의 광석(금 : 5 g/t, 은 : 800 g/t)을 생산하였다. 풍정구에는 4개 광맥이 발달하며 주로 개발된 서쪽의 2개 광맥은 주향 북동 10°~북서 10°에 북동 80°~북서 85°로 경사한다. 맥폭은 0.15~0.6 m로 팽축한다. 산출 광물은 섬아연석, 방연석, 황철석, 유비철석, 휘은석, 호박금, 농홍은석, 석영, 능망가니즈광, 방해석 등이다. 광맥 내 견운모화된 모암편 견운모의 칼륨-아르곤 연대 측정 결과는 83.7±5 Ma이다.

### 덕흔·법전광산
덕흔광산은 봉화군 법전면 척곡리에 위치하며 춘양 화강암에 배태된 금, 은광상으로 주향 북서 35°, 경사 남서 70°에 폭 30~40 cm인 암맥 2개가 평행하게 발달한다. 법전광산은 봉화군 법전면 척곡리의 재챙이부락 북쪽과 멋질부락 부근 2개소에 있으며 편의상 법전 A, 법전 B 광상이라 부른다. 법전광산은 화강섬록암 내의 열극을 충진한 광맥 군집으로 주 채광장은 법전 B 광상이나 현재는 흔적만 남아 있다. 법전 A 광상은 춘양 화강암 내에 발달하는 광맥으로 그 주향은 북서 25°, 경사는 남서 83°이다. 덕흔광산과 법전 A 광상에서는 황철석, 유비철석, 섬아연석, 방연석, 황동석, 자류철석, 호박금, 석영, 능망가니즈석 등이 공통으로 산출되며 이외에 덕흔광산에서는 농홍은석, 휘은석, 큐바나이트가, 법전 A 광상에서는 방해석이 산출된다.

### 명화광산
명화광산(明和鑛山)은 봉화군 법전면 유교리(由橋理)에 소재한 아연 광산이다. 춘양 화강암중에 부존되어 있으며 수반 광물은 방연석, 황동석, 황철석이다.

### 방현광산
방현광산(芳峴鑛山)은 춘양 화강암 중에 포획된 원남층군 원남층에 속하는 것으로 추정되는 석회암이 변질되어 이루어진 곳에 부존된 몰리브데넘 광상이다. 휘수연석(輝水鉛石) 외에 수반광물로서 황철석이 있다.

### 춘양광산
춘양 망가니즈 광산(春陽Manganese鑛山)은 봉화군 춘양면 애당리 동북방에 위치한다. 주변에 선캄브리아기 율리층군 고선리층과 춘양 화강암이 분포하며 광상은 흑운모·실리마나이트 편암 중에 부존되어 있고 모암의 편리는 주향 북동 71°, 경사 남동 50°로서 광상인 석영맥은 편리에 따라서 발달되어 있는 것으로 보인다.

### 공리곡광산
공리곡 형석광산(公利谷螢石鑛山)은 봉화군 재산면 공리곡(公利谷)에 소재한 형석 광산이다.

### 금정광상
금정광상은 춘양면 금정리에 위치하며 선캄브리아기 율리층군 고선리층의 알라스카이트맥 내에 자연금의 형태로 발달한 광상이다. 본 광상은 광산 부근에 저반상으로 관입한 화강암과 관계되어 생성된 것으로 추정된다. 광미(鑛尾) 적치장 주변을 분석한 결과 선광장과 폐석/광미 적치장의 비소 농도가 최고 7,500 ppm에 이를 정도로 매우 높았고 논밭에서 토양 1 kg당 15 mg 이상의 비소가 산출되어 광미의 유입에 의해 토양이 오염된 것으로 나타났다.

### 대현, 성황광산
봉화군 지역의 홍제사 화강암 내에는 견운모 광상이 분포하며 이를 채굴하는 대현광산과 성황광산이 있다. 견운모 광상은 열수변질작용에 의해 화강암을 모암으로 한 견운모화작용에 의해 형성되었다. 이곳의 견운모는 화학적으로 일라이트(Illite)에 해당하며 견운모 광상의 형성은 화강암 내 단층 구조와 같은 열극을 통한 열수의 상승으로 인한 열수 광상으로 추정된다.

## 같이 보기
- 한국의 지질
- 조선 누층군
- 경상 누층군
  - 울련산층
  - 동화치층
  - 가송동층
  - 청량산층
  - 도계동층
- 봉화군